# 9032 Танакамі
9032 Танакамі (9032 Tanakami) — астероїд головного поясу, відкритий 23 листопада 1989 року.
Тіссеранів параметр щодо Юпітера — 3,589.
Названо на честь Танакамі (яп. たなかみ(田上) танакамі).